# Richtersia spicana
Richtersia spicana is een rondwormensoort uit de familie van de Selachinematidae. De wetenschappelijke naam van de soort is voor het eerst geldig gepubliceerd in 1973 door Vitiello.